# Крохалёв, Фёдор Сергеевич
Фёдор Сергеевич Крохалёв (1902, Новобелокатай — 1989, Москва) — советский учёный-экономист, доктор экономических наук, профессор Московской сельскохозяйственной академии имени К. А. Тимирязева.

## Биография
Родился 1902 года в селе Новобелокатай, Златоустовского уезда, Уфимской губернии (ныне — Новобелокатайский сельсовет, Белокатайский район, Республики Башкортостан)
В 17 лет полностью потерял зрение из-за перенесённой болезни.
Был направлен в Москву в дом инвалидов. В Москве окончил среднюю школу и научился брайлевской грамоте .
В конце 1920-х годов окончил Академия коммунистического воспитания имени Н. К. Крупской, после чего преподавал политэкономию сначала на рабфаке, потом в Энергетическом институте в городе Куйбышеве.
Преподавательская деятельность продолжилась после окончания аспирантуры в Московской сельскохозяйственной академии имени К. А. Тимирязева.
В годы Великой Отечественной войны отказался от эвакуации и продолжал заниматься наукой.
В 1942 году — защитил сначала кандидатскую диссертацию.
В 1958 году защитил докторскую диссертацию на тему «История учения о системах земледелия России».
Когда случилась авария на Чернобыльской АЭС передал в фонд помощи весь свой гонорар с опубликованных работ.
Умер в 1989 году в Москве.

## Научная деятельность
Тема научных интересов — системы земледелия в России. Под его руководством защищено 18 кандидатских диссертаций. Фундаментальный труд Крохалёва «О системах земледелия» получил признание в кругах аграрников-экономистов, был переиздан в ряде стран мира.

## Некоторые публикации

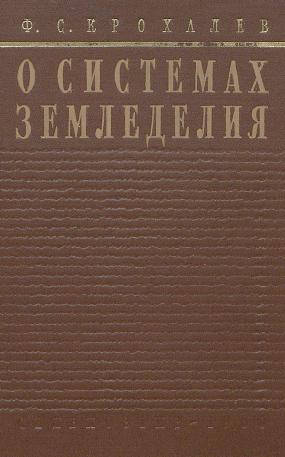

- О системах земледелия: исторический очерк / Ф. С. Крохалев. — М. : Сельхозгиз, 1960. — 432 с. — 7000 экз.
- Из истории учения о системах земледелия // Сов. агрономия, 1948, № 2, с. 91-96
- Две методологии и два направления в агрономии. [О советской и буржуазной агр. науке-). Рефераты докладов. (Моск. с.-х. акад.), вып. XIII, 1951, с. 24-31
- Из истории учения о системах земледелия // Советская агрономия, 1948, №2
- А. В. Советов как предшественник Вильямса в учении о системах земледелия // Доклады Московской сельскохозяйственной академии им. К.А.Тимирязева. — 1951. — В. 11
- История учения о системах земледелия в России: Автореферат дис. на соискание ученой степени доктора экономических наук / Ф. С. Крохалев, доц. канд. экон. наук ; Моск. ордена Ленина с.-х. акад. им. К. А. Тимирязева. - Москва:, 1958. - 37 с.

## Награды
- Орден Трудового Красного Знамени [8]
- Орден Трудового Красного Знамении [8]
- Орден Октябрьской Революции [8]
- Медаль «За оборону Москвы» [8]
- Медаль «За доблестный труд в Великой Отечественной войне 1941—1945 гг.» [8]

## Память
- Память хранится в университете Московской сельскохозяйственной академии имени К. А. Тимирязева[4].
- Память увековечена в календаре знаменательных и памятных дат из жизни и деятельности незрячих, который издан Российской государственной библиотекой для слепых в 2022 году[2].
- В Белокатайской краеведческой книге "Здесь Отчизна моя..." — В.А. Ощепков написана отдельная глава "Человек необыкновенной судьбы"[6] .